# São Sebastião do Batatal
São Sebastião do Batatal é um distrito do município brasileiro de Ubaporanga, no interior do estado de Minas Gerais. Segundo o censo demográfico de 2022, realizado pelo Instituto Brasileiro de Geografia e Estatística (IBGE), sua população era de 1 532 habitantes e havia 501 domicílios particulares permanentes ocupados. Possui área de 48,13 km² conforme a Fundação João Pinheiro (FJP).
Foi criado pela lei municipal nº 9 de 14 de abril de 1992. O distrito se encontra a 14,6 km do centro de Ubaporanga, a 300 km da capital Belo Horizonte e a 9,7 km de seu distrito irmão, São José do Batatal.

## Geografia
São Sebastião do Batatal situa-se na região leste do município de Ubaporanga. O distrito é ligado ao centro de Ubaporanga e a São José do Batatal por estradas rurais.
De acordo com o IBGE, em 2010 a população era de 1 457 habitantes e havia 571 domicílios particulares.

## Educação
O distrito serve a população com as escolas C.E.I.M Mercêz Corrêa de Souza e a E.E. Francisca Rodrigues Valente, além de outras escolas menores nos córregos pertencentes.

## Religião
A capela de São Sebastião é uma das igrejas católicas do distrito que pertencem à Paróquia São Domingos de Gusmão de Ubaporanga, e à Diocese de Caratinga.